# Arnold R. Klemola
Pour les articles homonymes, voir Klemola.
Arnold Richard Klemola est un astronome américain. Il travaillait à l'observatoire Lick et a publié des articles à partir de 1958. Il découvrit la comète périodique 68P/Klemola ainsi que plusieurs astéroïdes, dont l'astéroïde Amor (2202) Pélé.
L'astéroïde (1723) Klemola a été nommé en son honneur.

## Astéroïdes découverts
| Astéroïdes découverts : 16                                  | Astéroïdes découverts : 16 |     |
| ----------------------------------------------------------- | -------------------------- | --- |
| (1770) Schlesinger                                          | 10 mai 1967                | [1] |
| (1829) Dawson                                               | 6 mai 1967                 | [1] |
| (1934) Jeffers                                              | 2 décembre 1972            |     |
| (1991) Darwin                                               | 6 mai 1967                 | [1] |
| (2014) Vasilevskis                                          | 2 mai 1973                 |     |
| (2131) Mayall                                               | 3 septembre 1975           |     |
| (2179) Platzeck                                             | 28 juin 1965               |     |
| (2202) Pélé                                                 | 7 septembre 1972           |     |
| (2261) Keeler                                               | 20 avril 1977              |     |
| (2308) Schilt                                               | 6 mai 1967                 | [1] |
| (2370) van Altena                                           | 10 juin 1965               |     |
| (2504) Gaviola                                              | 6 mai 1967                 | [1] |
| (3712) Kraft                                                | 22 décembre 1984           | [2] |
| (5757) Tichá                                                | 6 mai 1967                 | [1] |
| (8128) Nicomaque                                            | 6 mai 1967                 | [1] |
| (10450) Girard                                              | 6 mai 1967                 | [1] |
| - [1] avec Carlos Ulrrico Cesco - [2] avec Eugene A. Harlan |                            |     |